# نينا آرخيبوفا
نينا آرخيبوفا (بالإنجليزية: Nina Arkhipova)‏ (و. 1921 – 2016 م) هي ممثلة من الاتحاد السوفيتي، روسيا . ولدت في أومسك .
توفيت في موسكو .

## التعليم
تعلمت في Boris Shchukin Theatre Institute

## جوائز
حصلت على جوائز منها:
- Order of Friendship
- Medal "In Commemoration of the 850th Anniversary of Moscow".

## روابط خارجية
- نينا آرخيبوفا على موقع IMDb (الإنجليزية)
- نينا آرخيبوفا على موقع ألو سيني (الفرنسية)
- نينا آرخيبوفا على موقع أول موفي (الإنجليزية)
- نينا آرخيبوفا على موقع قاعدة بيانات الفيلم (الإنجليزية)
- نينا آرخيبوفا على موقع كينوبويسك (الروسية)